# Charlie Cooke
Charles Cooke (ur. 14 października 1942 w St Monans) – szkocki piłkarz, reprezentant kraju.
Początkowo zawodnik Aberdeen i Dundee F.C.. W 1966 roku został graczem Chelsea. W 1970 wywalczył z nią puchar Anglii – zagrał w obu finałowych meczach z Leeds United. Rok później wraz z londyńską drużyną zdobył Puchar Zdobywców Pucharów – w wygranym 2:1 finałowym spotkaniu z Realem Madryt wystąpił przez pełne 90 minut. W latach 1972–1974 był piłkarzem Crystal Palace. W 1974 powrócił do Chelsea. Występował w niej przez następne cztery lata. Łącznie w londyńskim zespole rozegrał 373 mecze i strzelił 30 goli. Od 1976 roku grał w klubach ligi amerykańskiej, m.in. w Memphis Rogues, którego był także trenerem.
W reprezentacji Szkocji zadebiutował 24 listopada 1965 roku w wygranym 4:1 spotkaniu z Walią. Po raz ostatni wystąpił 13 maja 1975 w pojedynku z Portugalią. Łącznie w barwach narodowych rozegrał 16 meczów.

## Sukcesy

### Chelsea
- Puchar Anglii: 1970
- Puchar Zdobywców Pucharów: 1971
- Piłkarz roku: 1968, 1975[8]